# Chen Jingwen
Chen Jingwen (chinesisch 陳靜文; * 4. Februar 1990 in Chenghai) ist eine ehemalige chinesische Sprinterin, die sich auf den 400-Meter-Lauf spezialisiert hat.

## Sportliche Laufbahn
Erste internationale Erfahrungen sammelte Chen Jingwen im Jahr 2008, als sie bei den Olympischen Spielen in Peking mit der chinesischen 4-mal-400-Meter-Staffel an den Start ging, dort aber mit 4:30,77 min den Finaleinzug verpasste. Im Jahr darauf siegte sie bei den Hallenasienspielen in Hanoi in 53,58 s und anschließend bei den Asienmeisterschaften in Guangzhou in 3:31,08 min mit der Staffel. Zudem siegte sie bei den Ostasienspielen in Hongkong in 53,52 s über 400 Meter sowie in 3:37,72 min auch mit der Staffel. 2010 nahm sie erstmals an den Asienspielen in Guangzhou teil und gewann dort mit 3:30,89 min die Bronzemedaille mit der Staffel hinter den Teams aus Indien und Kasachstan. 2011 siegte sie bei den Asienmeisterschaften in Kōbe in 52,89 s im Einzelbewerb über 400 Meter und nahm daraufhin an der Sommer-Universiade in Shenzhen teil und erreichte dort über 400 Meter das Halbfinale, in dem sie mit 53,86 s ausschied und mit der Staffel in 3:34,09 min die Bronzemedaille hinter den Mannschaften aus Russland und dem Vereinigten Königreich. Zudem nahm sie mit der Staffel an den Weltmeisterschaften in Daegu teil, verpasste dort aber mit 3:32,39 min den Finaleinzug. 2012 gewann sie bei den Hallenasienmeisterschaften in Hangzhou in 54,17 s die Silbermedaille über 400 Meter hinter der Iranerin Maryam Tousi und siegte mit der Staffel in 3:40,34 min. Im Jahr darauf verteidigte sie bei den Ostasienspielen in Tianjin in 53,76 s ihren Einzeltitel über 400 Meter und siegte auch mit der Staffel in 3:35,65 min.
2014 nahm sie erneut an den Asienspielen im südkoreanischen Incheon teil, schied dort aber mit 54,93 s über 400 Meter in der ersten Runde aus. Zudem gewann sie mit der Staffel in 3:32,02 min die Bronzemedaille hinter den Teams aus Indien und Japan. Im Jahr darauf siegte sie erneut bei den Asienmeisterschaften in Wuhan in 3:33,44 min mit der Staffel. 2017 bestritt sie in Tianjin ihren letzten Wettkampf und beendete daraufhin im Alter von 27 Jahren ihre Karriere als Leichtathletin.
In den Jahren 2008 und 2012 wurde Chen chinesische Meisterin im 400-Meter-Lauf sowie 2012 auch in der 4-mal-400-Meter-Staffel.

## Persönliche Bestzeiten
- 400 Meter: 52,18 s, 23. November 2006 in Foshan
  - 400 Meter (Halle): 53,58 s, 1. November 2009 in Hanoi